# Paysages militaires marathes de l'Inde
Les paysages militaires marathes de l'Inde sont un ensemble de 12 forts occupés et développés par les empereurs marathes entre le XVIIe et XIXe siècles, et formant un bien inscrit au patrimoine mondial en 2025.

## Historique
Le Maharashtra compte plus de 390 forts, occupant des topographies diverses telles que les chaînes des Ghats occidentaux et orientaux, le plateau du Deccan ou la côte de Konkan. La stratégie militaire impliquant ces forts est développée sous le règne du dirigeant marathe Shivaji au XVIIe siècle et se poursuit jusqu'au début du XIXe siècle.
L'Inde ajoute une liste de 14 forts marathes sur sa liste indicative le 13 avril 2021, sous le nom Serial Nomination of Maratha Military Architecture in Maharashtra (« nomination sérielle d'architecture militaire marathe au Maharashtra »). En janvier 2024, le ministère de la Culture annonce que le bien est candidat à une inscription au patrimoine mondial pour l'année 2025. Une équipe de l'UNESCO visite les forts en octobre 2024. Pendant la 47e session du Comité du patrimoine mondial en juillet 2025, l'ICOMOS recommande de reporter l'inscription, estimant que l'Inde n'a pas apporté la preuve que la douzaine de forts proposés a fonctionné comme un système militaire de défense intégré. Néanmoins, les efforts diplomatiques indiens auprès des délégués internationaux permettent d'inscrire le bien pendant la session .

## Liste des forts
| N° | Fort             | État        | District   | Construction | Coordonnées                  | Illustration |
| -- | ---------------- | ----------- | ---------- | ------------ | ---------------------------- | ------------ |
| 1  | Salher (en)      | Maharashtra | Nashik     | 1671         | 20° 43′ 21″ N, 73° 56′ 33″ E |              |
| 2  | Shivneri (en)    | Maharashtra | Pune       | 1595         | 19° 11′ 48″ N, 73° 51′ 30″ E |              |
| 3  | Lohagad (en)     | Maharashtra | Pune       | 1648         | 18° 42′ 36″ N, 73° 28′ 36″ E |              |
| 4  | Khanderi         | Maharashtra | Raigad     | 1679         | 18° 42′ 14″ N, 72° 48′ 48″ E |              |
| 5  | Raigad (en)      | Maharashtra | Raigad     | 1674         | 18° 14′ 10″ N, 73° 26′ 40″ E |              |
| 6  | Rajgad           | Maharashtra | Pune       | 1647         | 18° 14′ 46″ N, 73° 40′ 57″ E |              |
| 7  | Pratapgad        | Maharashtra | Satara     | 1656         | 17° 56′ 09″ N, 73° 34′ 43″ E |              |
| 8  | Suvarnadurg (en) | Maharashtra | Ratnagiri  | 1696         | 17° 48′ 59″ N, 73° 05′ 04″ E |              |
| 9  | Panhala (en)     | Maharashtra | Kolhapur   | 1659         | 16° 48′ 40″ N, 74° 06′ 29″ E |              |
| 10 | Vijaydurg (en)   | Maharashtra | Sindhudurg | 1653         | 16° 33′ 39″ N, 73° 20′ 00″ E |              |
| 11 | Sindhudurg (en)  | Maharashtra | Sindhudurg | 1664         | 16° 02′ 33″ N, 73° 27′ 35″ E |              |
| 12 | Gingee           | Tamil Nadu  | Viluppuram | 1677         | 12° 15′ 02″ N, 79° 24′ 05″ E |              |